# 藍住町
藍住町（日语：／ Aizumi chō */?）是位於日本德島縣東北部、吉野川下游北岸的町，也是目前縣內人口數最多的町。北邊與鳴門市接壤，舊吉野川流經北部邊界，正法寺川則由西向東流經城鎮中心。當地自江戶時代以來就經常遭受吉野川氾濫帶來的水災影響，因此在藍住町內能看到很多地藏菩薩的雕像。當地特產為越瓜與西葫蘆等蔬果。

## 地理
藍住町全區地處在由舊吉野川與吉野川沖積而成的三角洲上，平均海拔為5.17公尺。

## 歷史
當地在古時候被認為是和名類聚抄記載的井隈郷的一部分。在室町時代，藍住地區是阿波國的守護細川氏與三好氏的根據地，並在境內建造勝瑞城。江戶時代則作為阿波藍的主要產地支撐著德島藩的經濟。
1889年10月1日德島縣實施町村制，現在的轄區在當時分屬板野郡藍園村和住吉村，兩村於1955年4月29日合併為藍住町。在1955年成立藍住町時，全町人口有10,544人，但此後人口開始減少，到1965年時僅有9,726人，後來由於德島市的發展，開始成為德島市的通勤城市，人口便開始成長。1985年有22,619人、2000年時突破三萬人，達到30,368人，現在是德島縣內人口最多的町。

### 變遷表
| 1889年10月1日 | 1889年 - 1926年 | 1926年 - 1954年 | 1955年 - 1988年      | 1989年 - 現在        | 現在                 |
| ------------- | --------------- | --------------- | -------------------- | -------------------- | -------------------- |
| 藍園村        | 藍園村          | 藍園村          | 1955年4月29日 藍住町 | 1955年4月29日 藍住町 | 1955年4月29日 藍住町 |
| 住吉村        |                 |                 | 1955年4月29日 藍住町 | 1955年4月29日 藍住町 | 1955年4月29日 藍住町 |

## 交通

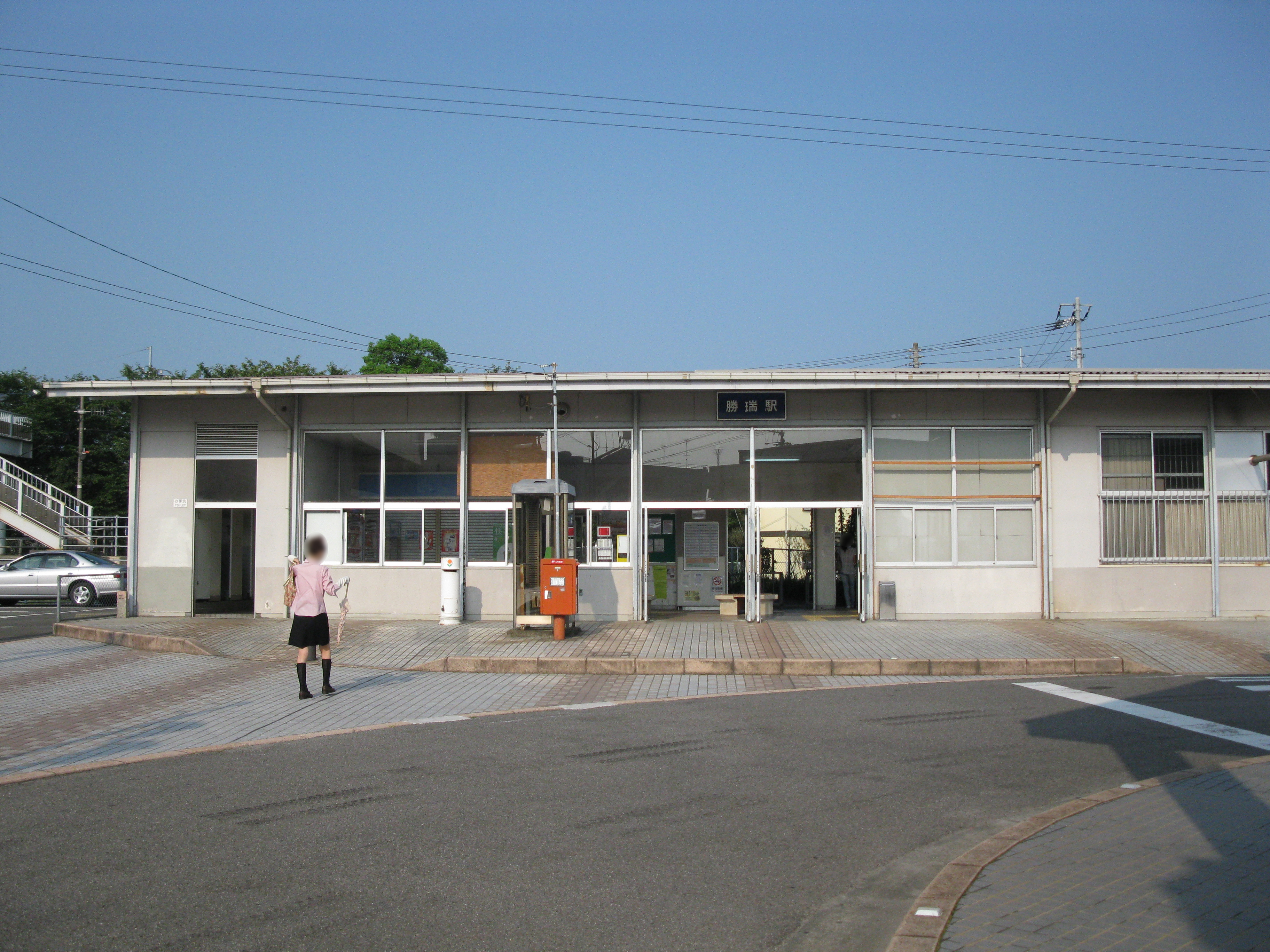
勝瑞車站

四國旅客鐵道高德線通過轄區東側，在境內內設有勝瑞車站。德島自動車道則從轄區南側沿著吉野川北岸通過，在町内設有藍住交流道。

## 觀光

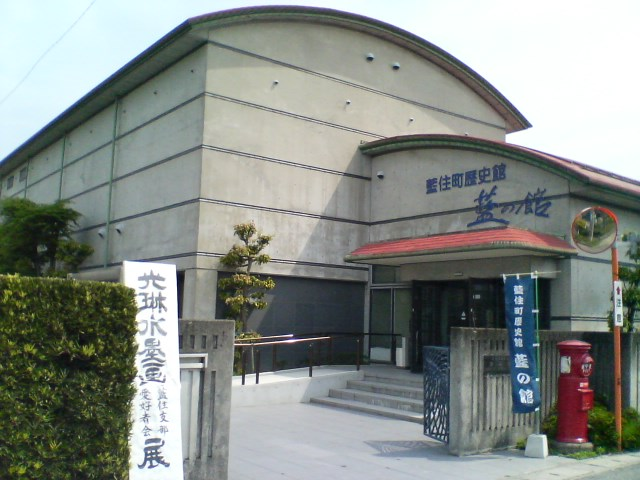
藍住町歷史館藍之館

- 勝瑞城遺址
- 吉野川的潮干狩
- 藍住町歷史館－蓼藍之館

## 外部連結
- （日語） 藍住町商工會 （页面存档备份，存于）